# 苏岩
苏岩（1974年9月5日—），山東濟南出身的女演员，因出演张艺谋执导的电影《活着》而出道。曾演出《长恨歌》及《色戒》等，于2006年凭《长恨歌》片提名金像奖“最佳女配角”。

## 个人生活
2006年，苏曾与中国电影录音师陶经结婚，二人于2008年下半年离婚。
2007年11月，苏和香港演员羅嘉良共同拍摄电视剧《完美结局》，二人因戏结缘 。
2009年9月9日在北京注册结婚 ，同年12月12日，在北京举行了婚礼。
2013年4月18日下午，苏在香港剖腹产下一女，重约6斤6两，英文名叫sela 。

## 主要作品
| 主要角色 | 常驻角色 | 循环角色 | 友情客串 |

### 电影
| 电影名       | 中國大陸公映日期 | 饰演角色 |
| ------------ | ---------------- | -------- |
| 《惊天救援》 | 2023年           | 未知     |
| 《芳华》     | 2017年12月15日   | 舞蹈老师 |
| 《命中注定》 | 2015年7月24日    | 李晓彤   |
| 《色，戒》   | 2007年11月1日    | 马太太   |
| 《结婚七年》 | 2005年11月2日    | 郭怡敏   |
| 《长恨歌》   | 2005年9月29日    | 蒋丽莉   |
| 《活着》     | 1994年6月30日    |          |

## 奖项荣誉
| 年份   | 电影奖                     | 提名门类           | 提名作品     | 最终结果 |
| ------ | -------------------------- | ------------------ | ------------ | -------- |
| 2006年 | 第25届香港电影金像奖       | 最佳女配角         | 《长恨歌》   | 提名     |
| 2006年 | 第6届华语电影传媒大奖      | 最佳女配角         | 《长恨歌》   | 提名     |
| 2006年 | 第12届香港电影评论学会大奖 | 最佳女演员         | 《长恨歌》   | 提名     |
| 2005年 | 第11届中国电影华表奖       | 优秀新人（女演员） | 《风起云涌》 | 提名     |